# Amt Schlieben
Das Amt Schlieben ist ein 1992 gebildetes Amt im Landkreis Elbe-Elster des Landes Brandenburg, in dem zunächst 16 Gemeinden im damaligen Kreis Herzberg (heute im Landkreis Elbe-Elster) zu einem Verwaltungsverbund zusammengefasst wurden. Amtssitz ist die Stadt Schlieben. Durch Gemeindezusammenschlüsse und Eingliederungen hat das Amt derzeit nur noch fünf Gemeinden.

## Geographische Lage
Das Amt Schlieben liegt im nördlichen Teil des Landkreises Elbe-Elster und grenzt im Nordwesten an die amtsfreie Stadt Schönewalde, im Norden an das Amt Dahme/Mark (Landkreis Teltow-Fläming), im Nordosten an die amtsfreie Gemeinde Heideblick (Landkreis Dahme-Spreewald), im Osten an die amtsfreie Stadt Sonnewalde, die amtsfreie Stadt Doberlug-Kirchhain im Süden sowie an die amtsfreie Stadt Herzberg (Elster) im Westen. Während die Landschaft im Westen in das Elbe-Elster-Land übergeht, stellen die Grenzen im Norden der Fläming und im Osten der Niederlausitzer Grenzwall dar. Letzterer dient zugleich der Abgrenzung zur Region der Niederlausitz.

## Gemeinden und Ortsteile
Derzeit verwaltet das Amt Schlieben fünf Gemeinden:
- Fichtwald mit den Ortsteilen Hillmersdorf, Naundorf und Stechau
- Hohenbucko mit den Ortsteilen Hohenbucko und Proßmarke
- Kremitzaue mit den Ortsteilen Kolochau, Malitschkendorf und Polzen
- Lebusa mit den Ortsteilen Freileben, Körba und Lebusa
- Schlieben (Stadt) mit den Ortsteilen Frankenhain, Jagsal, Oelsig, Wehrhain und Werchau

## Geschichte
In einer Bekanntmachung vom 9. Juli 1992 erteilte der Minister des Innern des Landes Brandenburg seine Zustimmung zur Bildung des Amtes Schlieben. Als Zeitpunkt des Zustandekommens des Amtes wurde der 21. Juli 1992 festgelegt. Als Amtssitz wurde die Stadt Schlieben bestimmt. Es bestand zunächst aus 16 Gemeinden im damaligen Kreis Herzberg: Frankenhain, Freileben, Hillmersdorf, Hohenbucko, Jagsal, Kolochau, Körba, Lebusa, Malitschkendorf, Naundorf, Oelsig, Proßmarke, Stechau, Wehrhain, Werchau und der Stadt Schlieben.
Zum 1. November 2001 hat das Ministerium des Innern die Bildung einer neuen Stadt Schlieben aus den Gemeinden des Amtes Schlieben Frankenhain, Jagsal, Oelsig, Wehrhain, Werchau und der Stadt Schlieben genehmigt.
Zum 15. Dezember 2001 erfolgte die Genehmigung zur Bildung einer neuen Gemeinde Lebusa aus den Gemeinden des Amtes Schlieben Freileben, Körba und Lebusa. Am 31. Dezember 2001 schlossen sich Hohenbucko und Proßmarke zur neuen Gemeinde Hohenbucko zusammen. Ebenfalls zum 31. Dezember 2001 erfolgte der Zusammenschluss der Gemeinden Kolochau, Malitschkendorf und Polzen zur neuen Gemeinde Kremitzaue. Auch der Zusammenschluss der Gemeinden Hillmersdorf, Naundorf und Stechau zur neuen Gemeinde Fichtwald wurde zum 31. Dezember 2001 wirksam. Damit hatte sich die Zahl der amtsangehörigen Gemeinden auf fünf reduziert.
Der historische Umfang des Schliebener Landes reicht weit über die heutigen Grenzen des Amtes hinaus und entspricht dem Amtsbereich im Kurfürstentum Sachsen. Demnach befanden sich im Amtsbereich einst 35 Dörfer. Bis heute besteht reger Kontakt und die Bereitschaft zur Rückbesinnung auf die gemeinsame Geschichte, wenngleich einige Gebietsreformen die Verwaltung verändert haben.

## Bevölkerungsentwicklung
| Jahr | Einwohner |
| ---- | --------- |
| 1992 | 6 780     |
| 1995 | 6 836     |
| 2000 | 6 403     |
| 2005 | 6 292     |
| 2010 | 5 779     |
| 2015 | 5 369     |

| Jahr | Einwohner |
| ---- | --------- |
| 2020 | 5 233     |
| 2021 | 5 179     |
| 2022 | 5 114     |
| 2023 | 5 124     |
| 2024 | 5 128     |

 Gebietsstand des jeweiligen Jahres, Einwohnerzahl: Stand 31. Dezember, ab 2011 auf Basis des Zensus 2011, ab 2022 auf Basis des Zensus 2022

## Amtsdirektor
- 1992–2014: Iris Schülzke[12]
- seit 2014: Andreas Polz

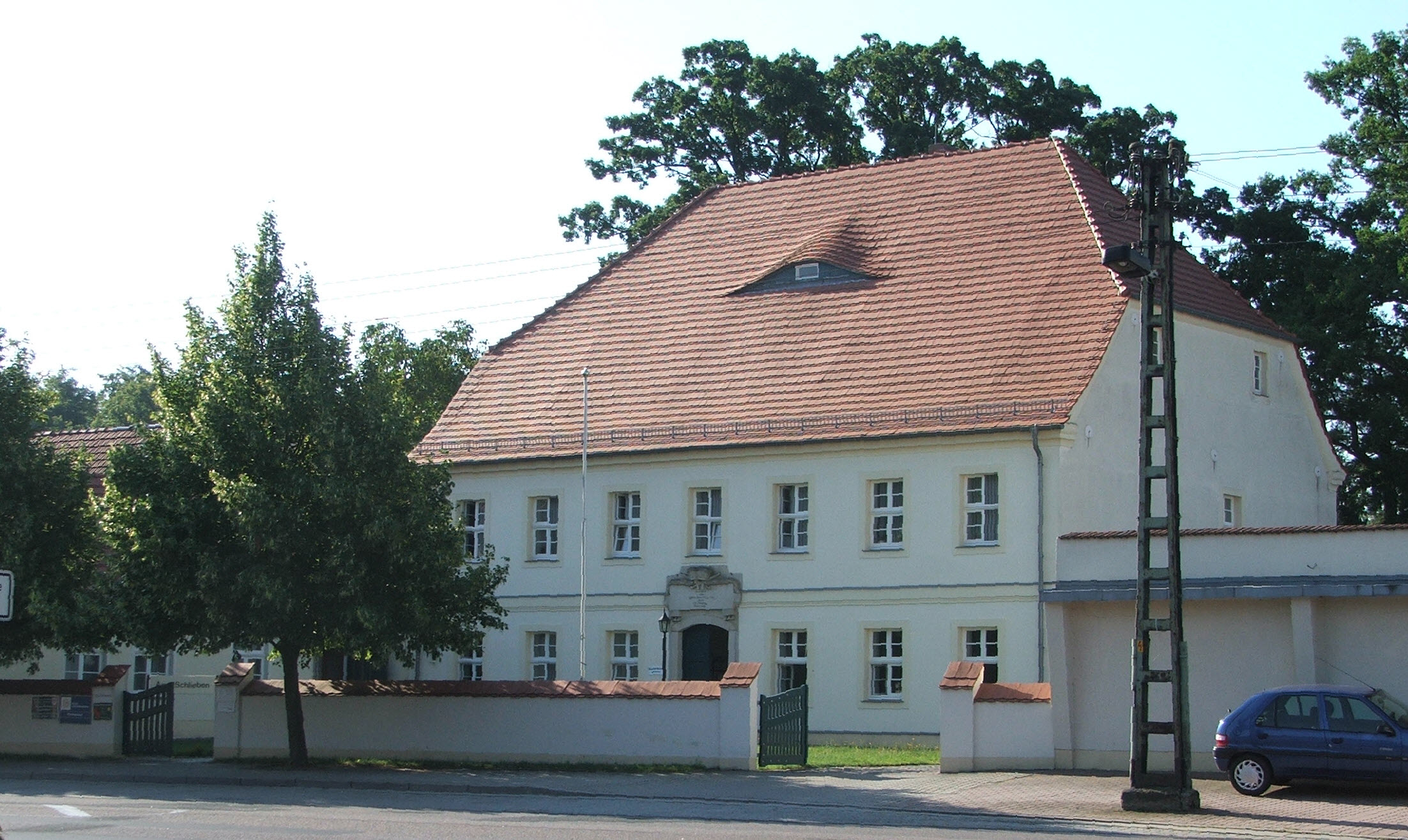
Amtsgebäude Schlieben

Polz wurde am 6. November 2014 durch den Amtsausschuss für eine Amtsdauer von acht Jahren gewählt.
Polz wurde am 24. Mai 2022 in seinem Amt für weitere acht Jahre bestätigt.

## Tourismus
Unter der Eigenbezeichnung „Schliebener Land“ wird der Amtsbereich heute touristisch vermarktet. Die Region stellt einen Übergangsbereich zwischen Höhenland und Flachland dar. Die Ausläufer der angrenzenden Höhenrücken beeinflussen teilweise stark das Landschaftsbild um Schlieben. Zahlreiche Radwege, unter anderem mit Anschluss an den Fläming-Skate, bieten Touristen naturnahe Ausflugsmöglichkeiten.